# Katlakalns
Katlakalns es un barrio de la ciudad de Riga, Letonia.

## Superficie
Posee una superficie de 1,554 kilómetros cuadrados (155,4 hectáreas).

## Población
Hasta 2021 presentaba una población de 160 habitantes, con una densidad de población de 102,96 habitantes por kilómetro cuadrado.

## Transporte

### Rutas
- Autobús: 23, 60.[1]